# ジュネル
ジュネル（JEWNEList）とは、ジュネル株式会社が製作し販売しているネイルチップ。
生活事情（家事、育児等）や仕事事情によりネイルが出来ない女性層をターゲットとしており、その脱着のしやすさが特徴。
取扱専門店「ティプトワショップ」もしくは、販売資格を持つ「ジュネリスト」からのみ購入することができる。
購入に際しては、ジュネリスト自ら購入者の爪の形状やコンディションに沿ったサイズや形状を選定し発注を行うシステムとなっている。
また、販売員資格である「ジュネリスト資格」を取得するための「ジュネリスト学院」も全国的に展開している。。

## ジュネリスト学院
- 北海道：北海道校
- 東京：東京ベリーサ校
- 大阪：大阪クレア校
- 京都：京都クレア校
- 群馬：群馬セントラル校
- 名古屋：愛知ファースト校   名古屋ターミナル校・岐阜ターミナル校